# Gildas

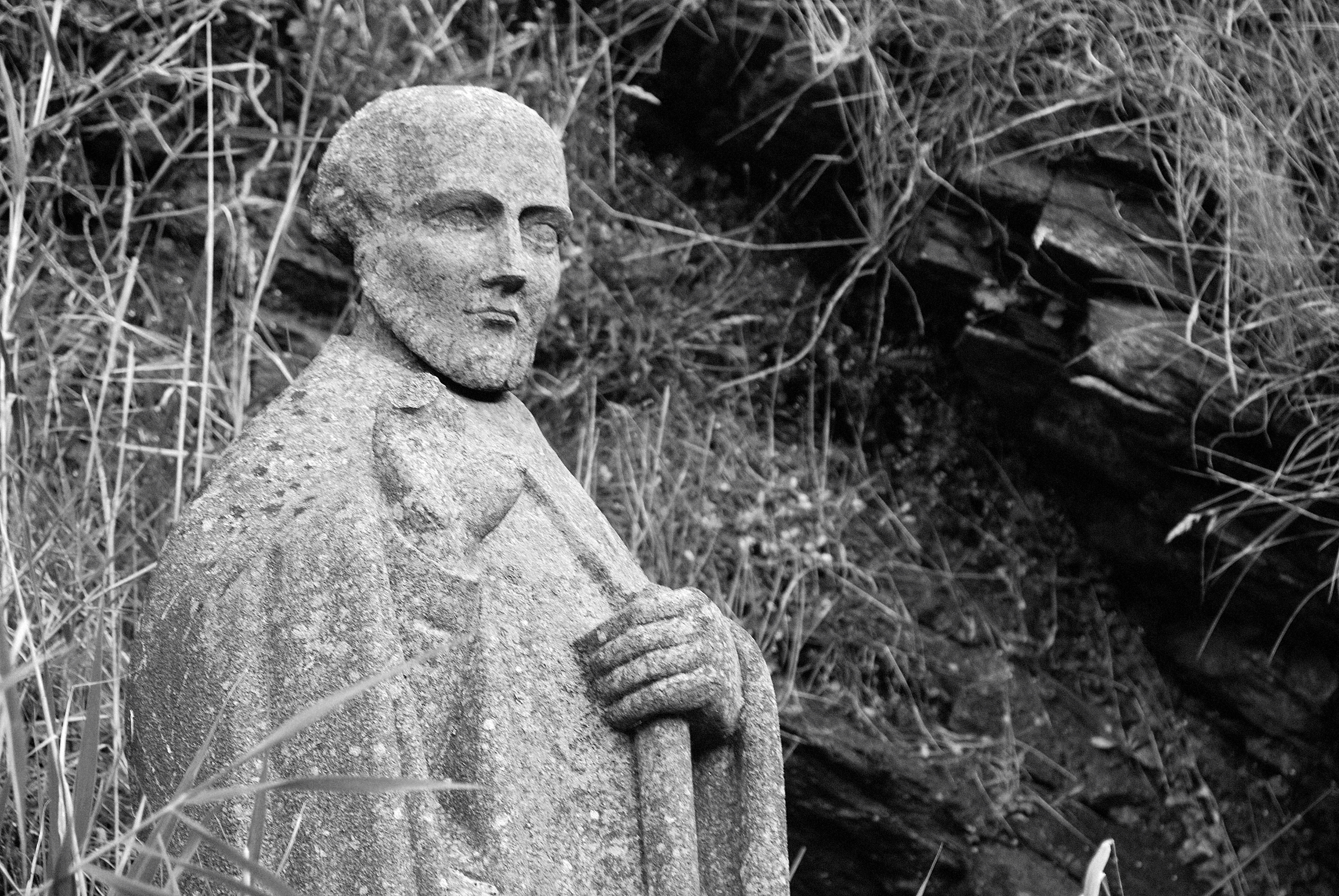
Sint Gildas

Gildas (ook Gildas Sapiens, Gildas de Wijze of Gweltaz) (Schotland, c. 516 - Houat, Bretagne, c. 572) was een Britse geestelijke en schrijver uit het midden van de zesde eeuw. Hij schreef De Excidio et Conquestu Britanniae (Over de verwoesting en verovering van Britannia). 
Gildas werd geboren in het jaar van de Britse overwinning op Mount Badon.
Gildas is gestorven in Bretagne op het eiland Houat waar hij leefde als kluizenaar en het evangelie verkondigde. Hij ligt begraven in de kerk van Saint-Gildas-de-Rhuys.
Hij wordt gevierd als heilige op 29 januari.

## De Excidio et Conquestu Britanniae
Voor historici is het werk van belang omdat het als inleiding een geschiedenis van de wereld en Britannia geeft van de periode dat Jezus zou hebben geleefd tot zijn eigen tijd. Het vormt daarmee de enige bekende eigentijdse bron over de gebeurtenissen in Brittannië in de vijfde en zesde eeuw. Gildas geeft geen data, maar toont wel kennis over de geschiedenis van zijn land, zij het dat die ook lacunes bevat. Zo kent hij de muur van Hadrianus en de muur van Antoninus, maar denkt ten onrechte dat deze van na de tijd van de rebellie van Magnus Maximus (383) stammen.
Het werk is een oproep aan de Britten om hun fouten en zonden op te geven, in het bijzonder gericht aan een vijftal koningen of prinsen:
- Constantijn van Dumnonia (Devon en Cornwall)
- Aurelius Caninus
- Votipor van de Demetae (Koninkrijk Dyfed)
- Cuneglas
- Magloconus, beter bekend als Maelgwn van Gwynedd

### Samenvatting
Na het vertrek van de Romeinen namen de aanvallen van de Scoti (die toen nog in  Ierland woonden) en Picten in hevigheid toe, en de muur van Hadrianus, maar ook diverse steden, werden verlaten. Een verzoek om hulp werd gericht aan Aetius.
Onder een anonieme superbus tyrannus (uitnemende heerser) (Vortigern) besloten de Britten om Saksen in te huren om te helpen zich tegen de aanvallers te beschermen. Ze vestigden zich in het oosten van het land, maar kort daarna kwamen ze in opstand, claimend dat de proviand die ze maandelijks krijgen toegewezen niet toereikend was. De Saksische opstandelingen plunderden het land. Sommige Britten werden tot slaaf gemaakt, anderen vluchtten weg over zee, weer anderen trokken zich terug in de heuvels.
Onder Ambrosius Aurelianus vochten de Britten terug, en na een strijd met wisselende perspectieven wisten ze uiteindelijk bij Mons Badonicus de definitieve overwinning te behalen. 
Wie Ambrosius Aurelianus precies was is onduidelijk, later is gespeculeerd dat de uit legenden bekende figuur koning Arthur in de slag van Mons Badonicus de leiding had. 
Na deze overwinning hielden de Angelsaksen zich in Gildas' eigen tijd rustig, maar dat betekende niet dat het land terug in zijn oude welvarende staat kwam. De steden waren nog steeds verlaten, oorlogen met barbaren werden vervangen door burgeroorlogen, en rechtvaardigheid was ver te zoeken. Het is tegen deze misstanden dat Gildas zijn aanklacht richtte.